# 金曼 (伊利諾伊州)
金曼（英語：Kingman）是位於美國伊利諾伊州謝爾比縣的一個非建制地區。該地的面積和人口皆未知。

## 地理
金曼的座標為39°18′01″N 88°33′35″W / 39.30028°N 88.55972°W，而該地的平均海拔高度為192米（即630英尺）。